# 劍橋大學岡維爾與凱斯學院
剑桥大学冈维尔与凯斯学院是剑桥大学的一所学院。该学院在剑桥经常被称作凯斯学院，因为约翰·凯斯是学院的第二位建立者。
凯斯学院是剑桥大学历史上的第四所学院，也是目前第三富有的学院。学院的很多学生取得了重要的成就，这其中包括12位诺贝尔奖获得者，人数列牛剑学院第二位（剑桥大学三一学院居第一位)。在2008和2009年，凯斯学院都排在汤普金斯剑桥学院排名的第四位。
凯斯学院拥有历史悠久的医学教学传统，这来源于两位医生校友约翰·凯斯和威廉·哈维，凯斯还为学院设计了带有使者之杖的院徽。学院著名的校友包括发现DNA结构的弗朗西斯·克里克、发现中子的詹姆斯·查德威克爵士和研究盘尼西林的霍华德·弗洛里爵士。剑桥大学卢卡斯数学教授史蒂芬·霍金是现在该学院院士。学院在经济学、英语文学和工程学也都有很高的学术成就。

## 学院历史
凯斯学院由埃德蒙·冈维尔于1348年创立，取名为冈维尔学堂,冈维尔是当时诺福克郡圣克莱门特镇的牧师。在冈维尔去世后的第三年，学院开始面临资金困难。他的遗嘱执行人诺福克主教威廉·贝特曼将学院转移到他刚刚建立的三一学堂附近，重命名为圣玛丽天使学堂。
在十六世纪学院开始年久失修，在1557年皇家宪章重新建立学院，并命名为冈维尔与凯斯学院。约翰·凯斯医生在1557至1559年担任学院的院长，他为学院提供了大量的资金，并大幅扩建了学院的建筑。在他做院长期间，学院取消了学院费，但却坚持一些不寻常的规定。他坚持学院不接受有任何残疾（包括畸形、聋哑、目盲、足跛或患有任何严重或有传染性疾病）的学者。
凯斯学院的规模逐渐扩大，到1630年学院拥有25名院士和150名学生，但学生数量在十八世纪开始减少，直至十九世纪早期才恢复到1630年的数量。至此之后学院迅速扩大，现在已经是剑桥大学学院中本科生最多的学院之一。学院于1979年开始招收女性院士，现有接近100名院士，超过700名学生和200名工作人员。
凯斯学院是剑桥大学第三富有的学院，2006年的捐款为1.15亿英镑，净资产为1.41亿英镑。

## 学院传统
冈维尔与凯斯学院是剑桥大学最传统的学院之一。学院学生必须参加学院的正式晚宴，晚宴由三道主菜组成，并有侍者在旁服务。本科生在米迦勒学期和四旬节学期必须参加至少36次正式晚宴，复活节学期则要参加32次。参加晚宴时，学生只需要披上学士袍，当院士入场时需要起立。
根据学院的传统，只有学院的院士才可以在学院草坪上散步。
每个学期结束，学生必须得到学院导师的批准才可以离开学院，否则将会被罚款。

## 学院建筑

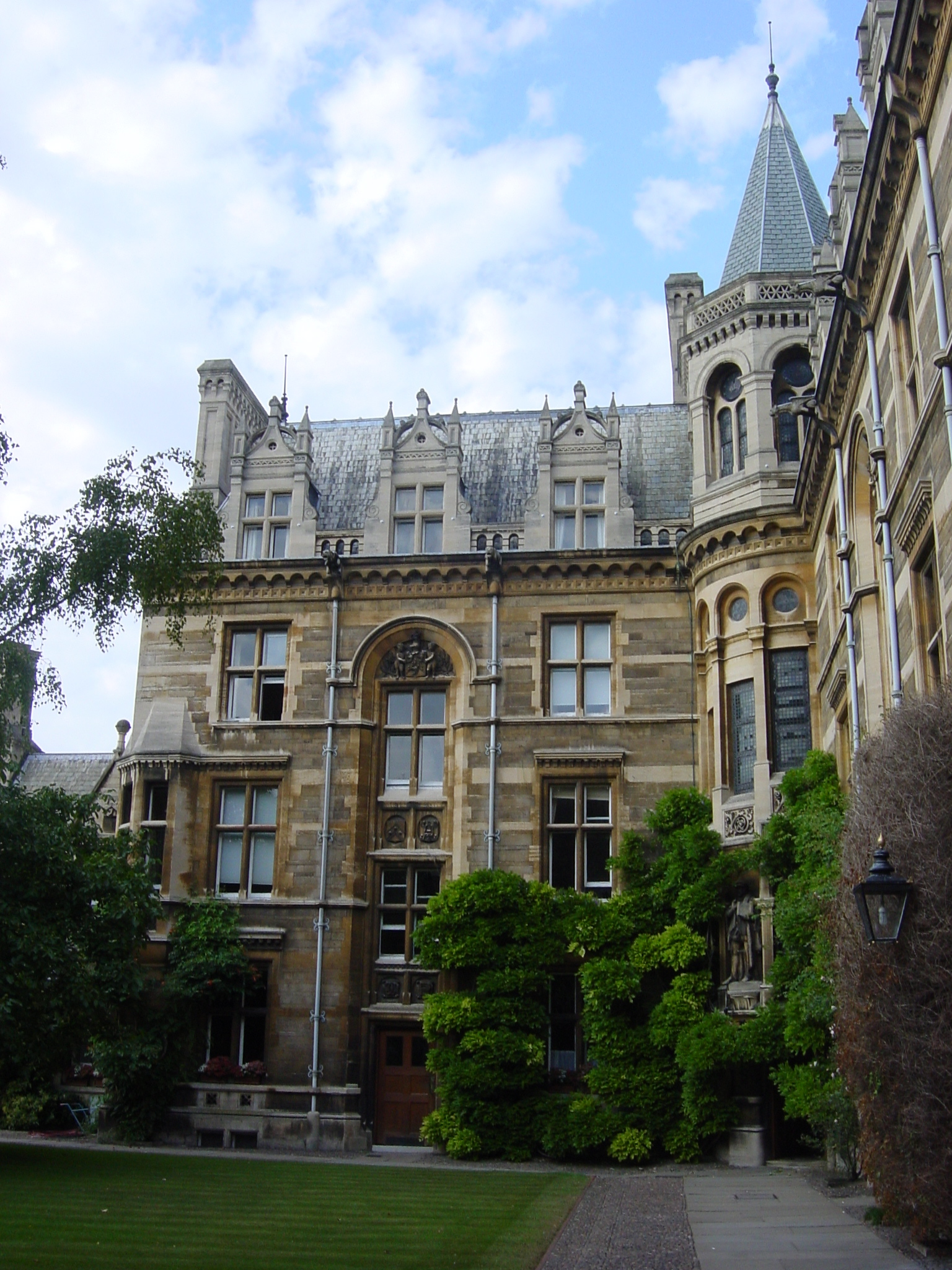
位于树木庭院东北角的怀特楼，摄于庭院内测。

冈维尔与凯斯学院拥有六个庭院：树木庭院、冈维尔庭院、凯斯庭院、圣迈克庭院、圣玛丽庭院和哈维庭院，本科生和院士都可以居住在其中一个庭院中。

### 树木庭院
树木庭院是学院中面积最大的一个庭院，它由约翰·凯斯命名，因为他在庭院中种植了很多的树木。尽管他所种植的树木如今都没有存活，庭院如今依然有很多的树木，这在剑桥的学院中并不多见。

### 冈维尔庭院

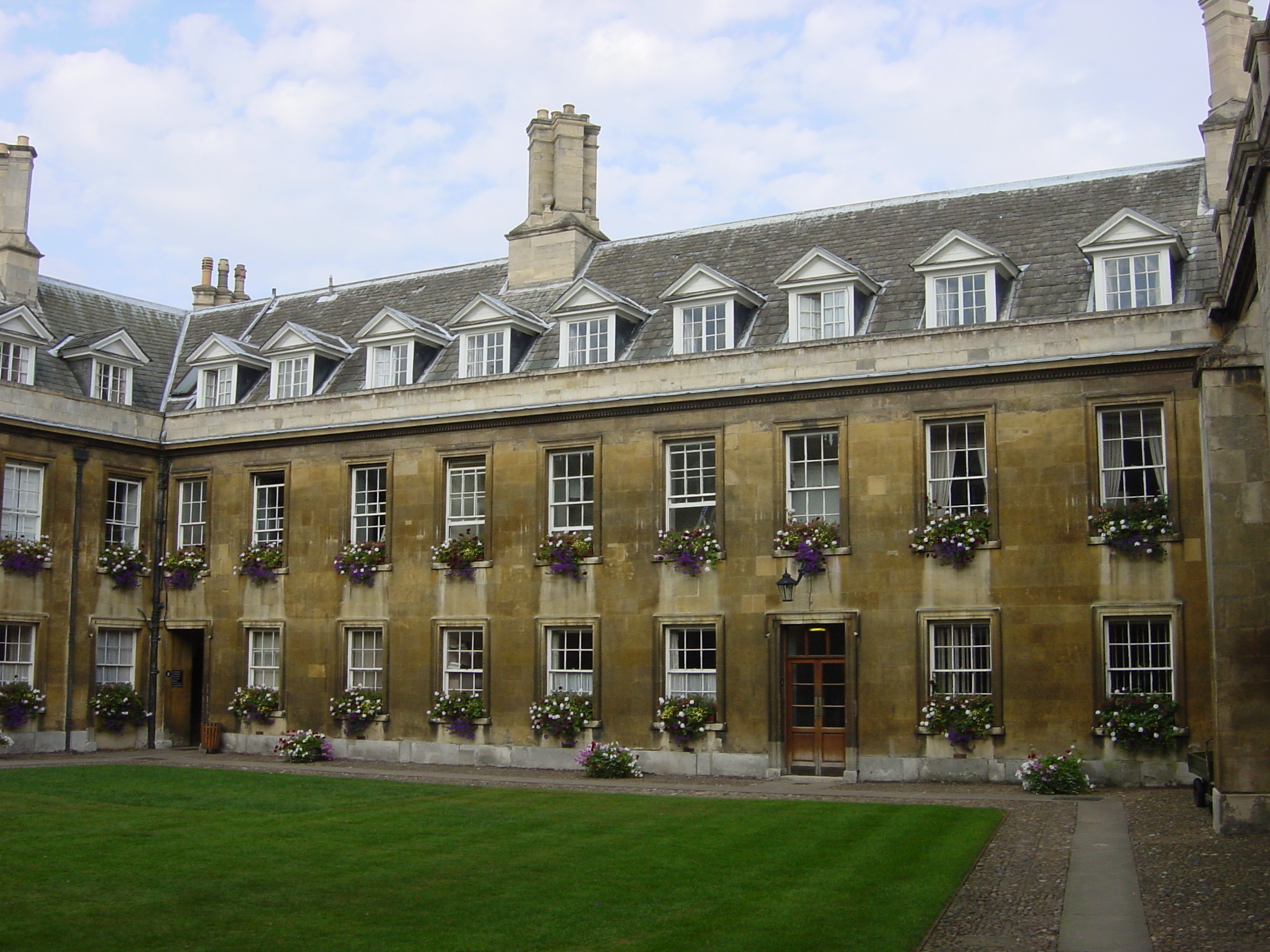
冈维尔庭院的东侧

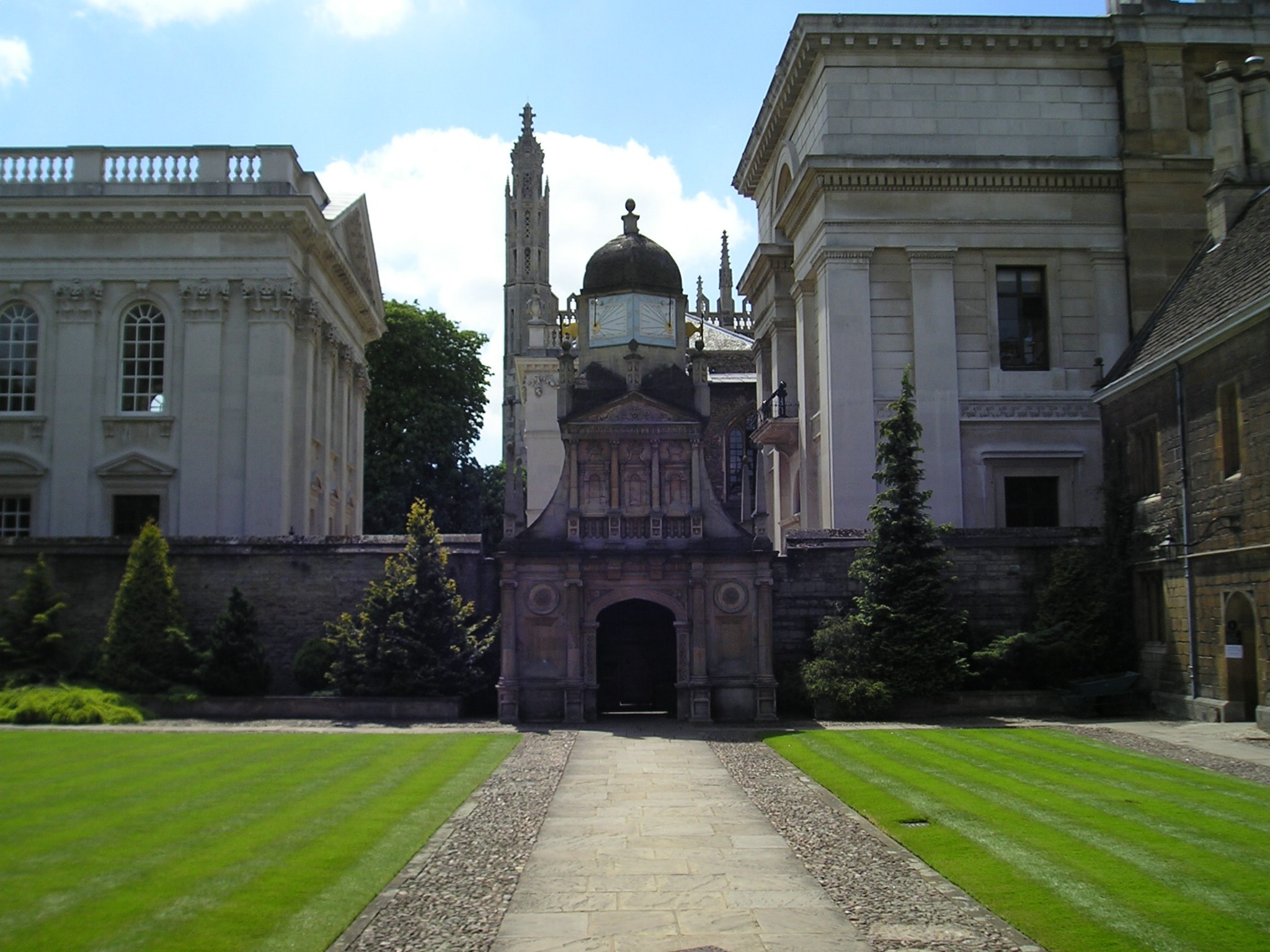
荣誉之门

冈维尔与凯斯学院的第一座建筑是于1353年由贝特曼主教建立的冈维尔庭院，1393年学院的礼拜堂和旧大厅（一直被用作为图书馆直至最近）相继建造，半个世纪后院长室也建设完工。建造学院的大部分石料来自于位于剑桥郡的拉姆齐修道院。冈维尔与凯斯学院拥有牛剑最古老的礼拜堂，并一直沿用至今。冈维尔庭院于1750年开始翻修，并赋予古典主义的色彩。旧图书馆和大厅由安东尼·塞尔文设计，大厅的墙壁上悬挂了一面曾经在1912年南极探险中曾在南极飘扬过的学院旗。

### 凯斯庭院
学院由约翰·凯斯重建后，建筑得到了翻新和扩建。1565年，凯斯庭院开始建造，约翰·凯斯还负责建造了学院的三座石门，代表了学者的学术道路。在学院学生入学的时候，学生要通过谦卑之门（位于学院传达室旁边）；在学院学习的时候，学生会经常出入于道德之门（连接树木庭院和凯斯庭院）；最后当学生毕业的时候，学生会通过荣誉之门到邻近的剑桥大学评议会大楼获得学位。凯斯学院的学生经常称连接树木庭院和冈维尔庭院的石门为必要之门，因为这个门通向学院的厕所。

### 圣迈克庭院和圣玛丽庭院
圣迈克庭院和圣玛丽庭院位于三一街的另一侧，在圣迈克教堂的附近。圣迈克庭院于十九世纪30年代才完工，庭院的南侧建筑紧邻剑桥的市场。

### 哈维庭院
哈维庭院于1962年建成，位于剑桥西路，临近法律系，现为第一年本科生提供住宿，也可以提供会议住宿。

### 图书馆
学院拥有牛剑学院中规模最大且建筑最宏伟的图书馆之一，位于库克莱尔楼，该建筑曾经是西利历史图书馆和斯奎尔法律图书馆。凯斯学院从1990年开始租用了该建筑，并做了改建，1996年正式将学院图书馆从冈维尔庭院转移到库克莱尔楼。

### 史蒂芬·霍金楼
史蒂芬·霍金楼临近哈维庭院，从2006年十月起为第一年的本科生提供住宿。该楼可以容纳75名本科生和8名院士，也可以提供会议场所。史蒂芬·霍金楼是剑桥大学最高标准的学生宿舍之一。

## 著名校友

### 诺贝尔奖获得者
- 1932年 查尔斯·谢灵顿爵士：神经生理学家（学院学生和院士）。
- 1935年 詹姆斯·查德威克爵士:物理学家，中子的发现者（学院学生、院士和院长)。
- 1945年 霍华德·弗洛里爵士：药理学家，盘尼西林的发明者（学院院士）。
- 1954年 马克斯·玻恩：物理学家，量子力学的创始人之一。
- 1962年 弗朗西斯·克里克：分子生物学家，DNA结构的发现者（学院博士学生和荣誉院士）。
- 1972年 约翰·希克斯：经济学家（学院院士）。
- 1974年 安东尼·休伊什：天文学家（学院学生和院士）。
- 1976年 米尔顿·弗里德曼：经济学家（学院访问院士）。
- 1977年 内维尔·莫特爵士：理论物理学家(学院院士和院长)。
- 1984年 理查德·斯通爵士：经济学家。
- 2001年 约瑟夫·斯蒂格利茨：经济学家（学院院士）。
- 2008年 钱永健：生物化学家（学院院士）。

### 著名校友
- 艾伦·波顿：哲学作家。
- 约翰·康威：数学家。
- 大卫·弗罗斯特爵士：时事评论员、记者。
- 乔治·格林：数学家、物理学家。
- 乔治·彭伯：神学家。

### 著名院士
- 罗纳德·费雪：英国统计学家、演化生物学家与遗传学家（学院学生、院士和院长）。
- 史蒂芬·霍金：理论物理学家、剑桥大学卢卡斯数学教授（学院院士）。
- 李约瑟：生物化学家和科学技术史专家(学院学生、院士和院长）。